# PDXP
PDXP (англ. Pyridoxal phosphatase) – білок, який кодується однойменним геном, розташованим у людей на довгому плечі 22-ї хромосоми. Довжина поліпептидного ланцюга білка становить 296 амінокислот, а молекулярна маса — 31 698.
| 10         |  | 20         |  | 30         |  | 40         |  | 50         |
| ---------- |  | ---------- |  | ---------- |  | ---------- |  | ---------- |
| MARCERLRGA |  | ALRDVLGRAQ |  | GVLFDCDGVL |  | WNGERAVPGA |  | PELLERLARA |
| GKAALFVSNN |  | SRRARPELAL |  | RFARLGFGGL |  | RAEQLFSSAL |  | CAARLLRQRL |
| PGPPDAPGAV |  | FVLGGEGLRA |  | ELRAAGLRLA |  | GDPSAGDGAA |  | PRVRAVLVGY |
| DEHFSFAKLR |  | EACAHLRDPE |  | CLLVATDRDP |  | WHPLSDGSRT |  | PGTGSLAAAV |
| ETASGRQALV |  | VGKPSPYMFE |  | CITENFSIDP |  | ARTLMVGDRL |  | ETDILFGHRC |
| GMTTVLTLTG |  | VSRLEEAQAY |  | LAAGQHDLVP |  | HYYVESIADL |  | TEGLED     |

A: Аланін

C: Цистеїн

D: Аспарагінова кислота

E: Глутамінова кислота

F: Фенілаланін

G: Гліцин

H: Гістидин

I: Ізолейцин

K: Лізин

L: Лейцин

M: Метіонін

N: Аспарагін

P: Пролін

Q: Глутамін

R: Аргінін

S: Серин

T: Треонін

V: Валін

W: Триптофан

Кодований геном білок за функцією належить до гідролаз. 
Білок має сайт для зв'язування з іонами металів, іоном магнію, піридоксаль-фосфатом. 
Локалізований у клітинній мембрані, цитоплазмі, цитоскелеті, мембрані, клітинних відростках.